# کوتویکان
کوتویکان (انگلیسی: Kotuykan) یک رودخانه در سرزمین کراسنویارسک کشور روسیه است.